# Bitka pri Trafalgarju
Bitka pri Trafalgarju je bila pomorska bitka med združenim francoskim in španskim ladjevjem ter britanskim ladjevjem v času Napoleonovih vojn. Do bitke je prišlo 21. oktobra 1805 pri rtu Trafalgar, v bližini španskega pristanišča Cádiz, po tem, ko je Napoleon ukazal admiralu Pierreu Villeneuvu, naj za vsako ceno zapusti pristanišče Cádiz. Združeno ladjevje, ki ga je sestavljalo triintrideset ladij, je v bližini rta naletelo na zasedo sedemindvajsetih britanskih ladij pod poveljstvom admirala Horatia Nelsona. Vnela se je srdita bitka, v kateri je združeno ladjevje izgubilo dvaindvajset ladij, Britanci pa niti ene. V bitki je bil admiral Nelson smrtno ranjen, Britancem pa je uspelo zajeti francosko admiralsko ladjo Bucentaure, skupaj z admiralom Pierrom Villeneuvom. Poraz združenega francosko-španskega ladjevja je Napoleonu prekrižal načrte za izkrcanje njegovih čet v Angliji.